# Relva (Cap-Vert)
Relva est une localité de l'île de Fogo au Cap-Vert.

## Géographie
Relva  est située près de la côte orientale de l'île, à 7 km au sud-est de Mosteiros et à 23 km au nord-est de São Filipe, la capitale de l'île.
Relva fait partie de la freguesia Nossa Senhora da Ajudala de la municipalité de São Filipe.

## Population
En 2010, Relva comptait 1184 habitants.